# Xenosauridae
Xenosauridae је фамилија гуштера, чији једини савремени представник род Xenosaurus насељава Средњу Америку. Сем овог, фамилија обухвата и изумрле представнике. Гуштери ове фамилије имају заобљену и испупчену крљушт у облику дугмади, као и остеодерме. Већина савремених врста преферира влажна или полуводена станишта, док неке обитавају и у полусушним жбунастим стаништима. Месоједи су или инсективорни. Размножавање је вивипарно.

## Филогенија
Фосили ове фамилије познати су још од краја ране Креде (нпр. врста Shestakovia voronkevichi). Фамилија је део кладе или еволуционе групе Carusioidea, која укључује и родове Carusia и Dalinghosaurus.  Филогенетски односи рода Restes нису са сигурношћу утврђени. 